# La revolution française
La Révolution française är en fransk musikal eller rockopera skriven 1973 av Claude-Michel Schönberg  och Alain Boublil. Den hade premiär i Paris.
Den utspelar sig under Franska revolutionen och handlar om den omöjliga kärleken mellan Charles Gauthier, en son till en butiksinnehavare och aristokraten Isabelle de Montmercency.